# ناحیه سیدی امحمد بن علی
ناحیه سیدی امحمد بن علی (به عربی: دائرة سیدی امحمد بن علی) یک ناحیه در الجزایر است که در استان غلیزان واقع شده‌است.